# Keunepit

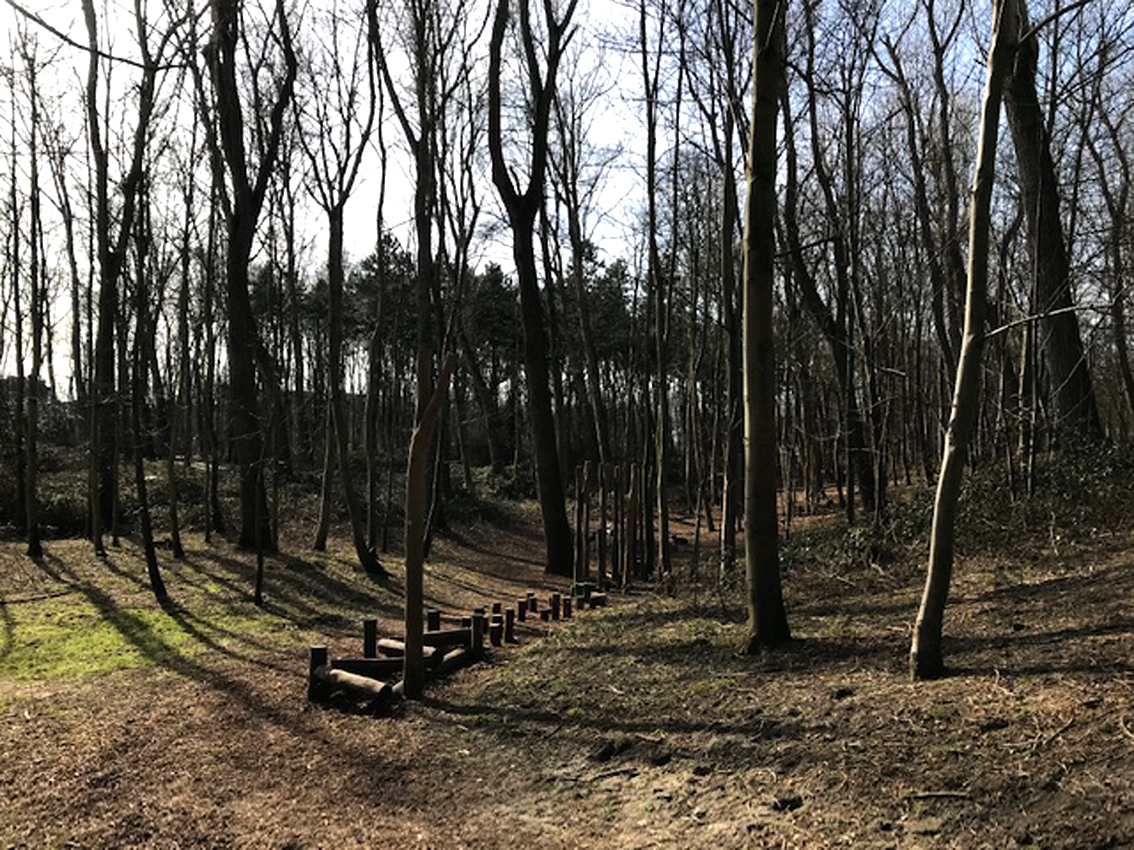
De Keunepit in Heist-aan-zee.

De Keunepit is een duinpan in het Bosje van Heist, sedert 1949 het Directeur-Generaal Willemspark.

## Geschiedenis
Een keun is een oud West-Vlaams woord voor konijn (oorsprong vermoedelijk omstreeks 17de eeuw). Maar ook in andere Vlaamse regio's wordt het woord gebruikt. In sommige streken van West-Vlaanderen spreekt men vaker over een conin. “Pit” is West-Vlaams voor put.
In de 14de eeuw ontstonden rond Heist grote duinpannen. Die nieuwe duinen trokken vooral konijnen aan en ze begonnen daar dan ook te kweken zoals konijnen dat doen. De duinen liepen er vol van.
De vissers van Heist woonden vanaf de 17de eeuw vooral in klein huisjes die in de beschutting van die duinen waren gebouwd. Als er storm was dan kon het zijn dat het grootste deel van het huis onder het zand kwam te zitten. Het leverde de Heistenaren de bijnaam Dunekeuns (duinkonijnen) op. Andere bijnamen waren Dunepoepers of Dunepischers.
In het Directeur-Generaal Willemspark is een van de oudste duinenpannen de Keunepit genoemd. Er is ook een Keunepitpad.
Voor de Heistse jeugd was het in de vroege 20ste eeuw een geliefkoosde plek waar je enigszins verscholen allerlei deugenieterijen kon uithalen.

## Foto’s van de Keunepit

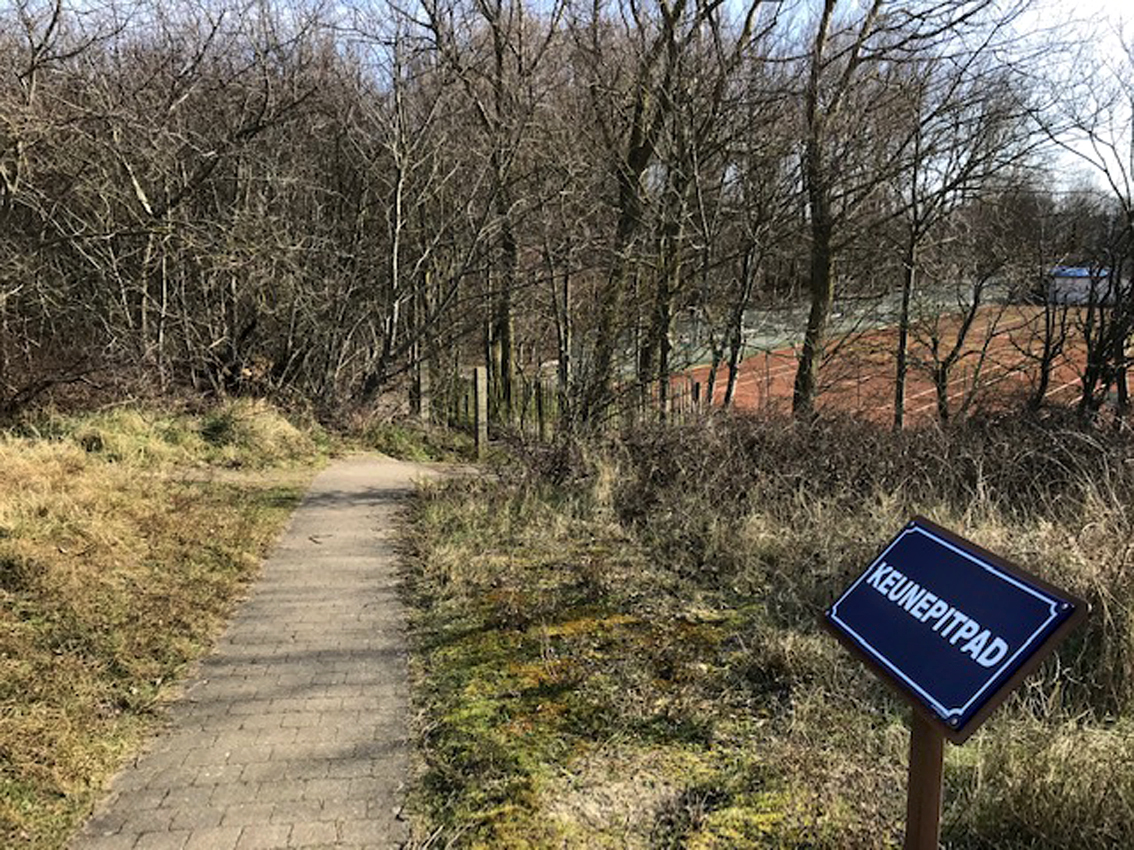
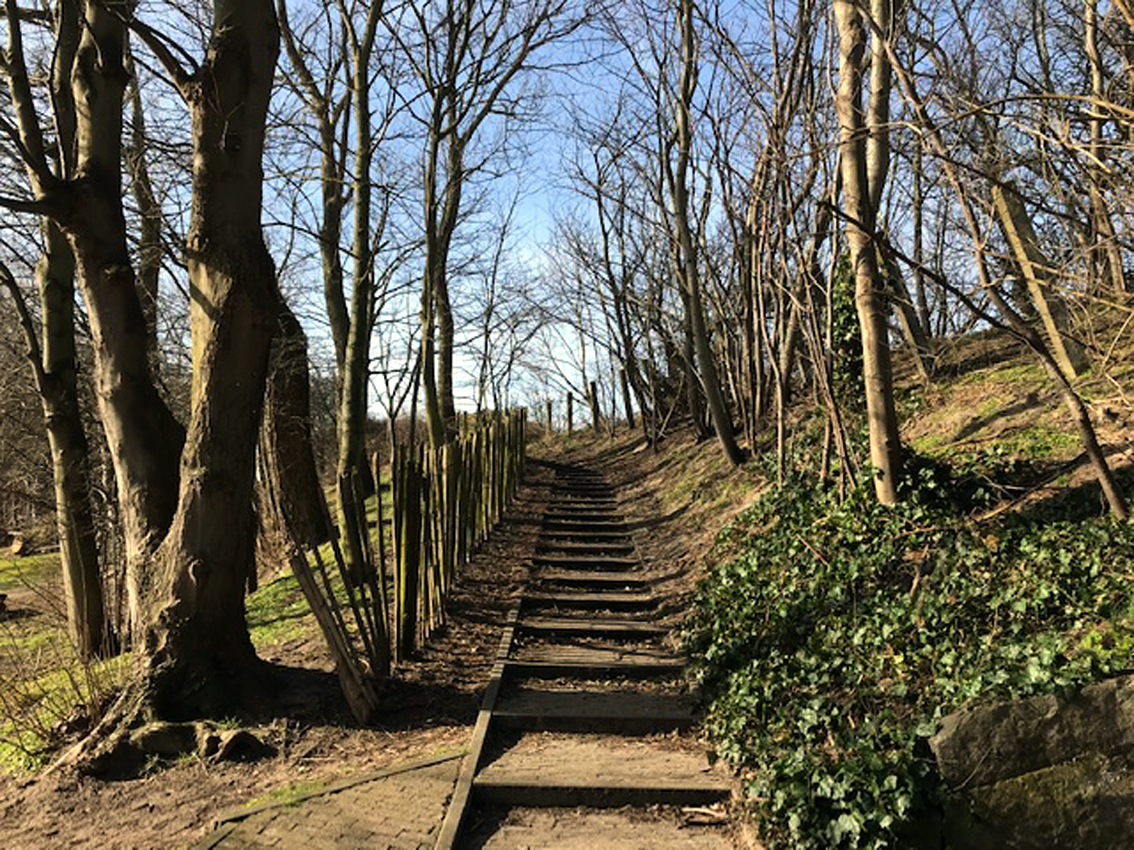